# Poecilotheria rajaei
Poecilotheria rajaei  (лат.) — вид пауков-птицеедов из рода Poecilotheria, обитающий на Шри-Ланке. 

## Открытие
Впервые вид был обнаружен в 2009 году сельским жителем, который привёз тело мёртвого паука соучредителю научно-исследовательской организации Шри-Ланки. Вид был назван в честь полицейского Майкла Раджакумара Пураджа (Michael Rajakumar Purajah), который сопровождал команду учёных во время их экспедиции.

## Описание
Размах конечностей паука достигает 20 см, у него серый окрас с розовой полоской на брюшке, а также с жёлтыми и серыми пятнами на передних лапках. Он предпочитает жить в старых деревьях, но считается редким из-за вырубки лесов. Из-за этого его можно увидеть в старых зданиях. Яд Poecilotheria rajaei не смертелен для человека, но может убить мелких грызунов, птиц, ящериц и змей. Есть опасения, что разрушение среды обитания является причиной вымирания данного вида.